# Gonzalo Pontón
Gonzalo Pontón (Barcelona, 15 de gener de 1944) és un historiador i editor català. Llicenciat en Història Moderna i Contemporània per la Universitat de Barcelona. El 1964 va començar a treballar com a corrector d'impremta a l'Editorial Ariel, i el 1976 va fundar la seva pròpia Editorial Crítica, que va ser adquirida per Editorial Planeta el 1999. Ha estat onseller delegat del grup Grijalbo-Mondadori i director de l'àrea universitària del Grup Planeta
De 1994 a 1998 ha estat president de la Cambra del Llibre de Catalunya. El 2007 va rebre el Premi Nacional a la Millor Tasca Editorial Cultural. El 2011 va fundar l'editorial Pasado & Presente, i ha estat director del Gran Diccionari Enciclopèdic Grijalbo. En 2017 va escriure el seu únic llibre, La lucha por la desigualdad: una historia del mundo occidental en el siglo XVIII, que fou guardonat amb el Premi Nacional d'Assaig.